# Macrobio Plotino Eudossio
Macrobio Plotino Eudossio (latino: Macrobius Plotinus Eudoxius; fl. VI secolo) è stato un politico e senatore romano della tarda antichità.
È citato in un antico manoscritto dei Commentarii in Somnium Scipionis  di Macrobio Ambrogio Teodosio, edito a Ravenna da Quinto Aurelio Memmio Simmaco (console romano del 485) «insieme al vir clarissimus Macrobius Plotinus Eudoxius».
La citazione di Simmaco identifica Eudossio come un senatore romano di alto rango, molto probabilmente imparentato con l'autore: secondo il consenso degli studiosi, Eudossio sarebbe il figlio di Macrobio Plotino Eustazio, che ricoprì il ruolo di praefectus urbi di Roma tra il 461 e il 465, a sua volta figlio di Macrobio Ambrogio Teodosio.
Eudossio avrebbe dunque collaborato con Simmaco all'edizione dell'opera del nonno, avvenuta in un periodo in cui l'aristocrazia romana tornava a interessarsi alle opere del Paganesimo.